# Himmelfahrtskirche
Himmelfahrtkirche (Himmelfahrtskirche) oder Christi-Himmelfahrt-Kirche steht für Kirchengebäude, die nach der Himmelfahrt Christi benannt bzw. auf dieses Patrozinium geweiht sind.

## Bosnien und Herzegowina
- Christi-Himmelfahrts-Kirche (Tupanari)

## Deutschland
- Christi-Himmelfahrt-Kirche (Altengronau), Gemeinde Sinntal, Hessen
- Christi Himmelfahrt (Arnstadt), Thüringen
- Himmelfahrtkirche (Berlin)
- Himmelfahrtskirche Cranzahl, Gemeinde Sehmatal, Sachsen
- Himmelfahrtskirche (Dresden), Sachsen
- Christi Himmelfahrt (Freising), Bayern
- Himmelfahrtskirche (Hohne), Niedersachsen
- Christi Himmelfahrt (Kaufbeuren-Neugablonz), Bayern
- Christi Himmelfahrt (Kempten), Bayern
- München
  - Himmelfahrtskirche (Pasing)
  - Himmelfahrtskirche (München-Sendling)
  - Christi Himmelfahrt (München-Waldtrudering)
- Himmelfahrtskirche (Stuttgart-Schönberg), Baden-Württemberg

## Frankreich
- Himmelfahrtskirche (Castelreng), Département Aude

## Italien
- Chiesa dell’Ascensione a Chiaia, Neapel

## Kanada
- Church of the Ascension (Hamilton)

## Kasachstan
- Christi-Himmelfahrt-Kathedrale (Almaty)

## Litauen
- Christi-Himmelfahrts-Kirche (Utena)

## Österreich
- Pfarrkirche Oberrabnitz, Burgenland
- Filialkirche Weißenbach bei Liezen, Steiermark
- Filialkirche Vomperbach, Tirol

## Palästina
- Himmelfahrtkirche (Jerusalem)
- Himmelfahrtskapelle (Jerusalem)
- Viri-Galilaei-Kirche, Jerusalem

## Polen
- Kirche Kruhel Wielki

## Rumänien
- Christi-Himmelfahrts-Kathedrale (Timișoara)
- Christi-Himmelfahrts-Kirche (Mehala), Timișoara

## Russland
- Christi-Himmelfahrts-Kirche, Moskau

## Serbien
- Christi-Himmelfahrts-Kirche (Ada)
- Christi-Himmelfahrts-Kirche (Arapovac)
- Christi-Himmelfahrts-Kirche (Belgrad)
- Christi-Himmelfahrts-Kirche (Čačak)
- Christi-Himmelfahrts-Kirche (Deč)
- Christi-Himmelfahrts-Kirche (Dren)
- Christi-Himmelfahrts-Kirche (Dublje)
- Christi-Himmelfahrts-Kirche (Loznica)
- Christi-Himmelfahrts-Kirche (Potporanj)
- Christi-Himmelfahrts-Kirche (Ruma)
- Christi-Himmelfahrts-Kirche (Sopot)
- Christi-Himmelfahrts-Kirche (Subotica)
- Christi-Himmelfahrts-Kirche (Žabari)
- Christi-Himmelfahrts-Kirche (Zrenjanin)

## Ukraine
- Himmelfahrtskirche (Lukaschiwka)
- Himmelfahrtskirche (Lukjaniwka)

## Ungarn
- Große Kirche (Kecskemét), Konkathedrale

## Vereinigte Staaten
- Church of the Ascension (Manhattan)